# Ioan Ornescu
Ioan Ornescu (n. 15 august 1853, Zimnicea, Teleorman, România – d. 13 martie 1896, Iași, România) a fost un om politic român, care a îndeplinit funcția de primar al municipiului Iași în perioada 23 iunie - 13 octombrie 1881. 
În anul 1865 a absolvit cursurile Colegiului Național din Iași. În prezent, o stradă din municipiul Iași îi poartă numele.
| Funcții politice         | Funcții politice                 | Funcții politice         |
| ------------------------ | -------------------------------- | ------------------------ |
| Predecesor: Nicolae Gane | Primar al municipiului Iași 1881 | Succesor: Dimitrie Gusti |

1. 1 2 3  IOAN ORNESCU, Evenimentul, 14 martie 1896, p. 1
2. ↑  Inmormîntarea lui I. Ornescu, Evenimentul, 17 martie 1896, p. 2
3. 1 2 3  IOAN ORNESCU, Evenimentul, 12 martie 1896, p. 3
4. ↑  INFORMAȚIUNI, 13 martie 1896, p. 2